# Viennay
Viennay är en kommun i departementet Deux-Sèvres i regionen Nouvelle-Aquitaine i västra Frankrike. Kommunen ligger i kantonen Parthenay som tillhör arrondissementet Parthenay. År 2022 hade Viennay 1 077 invånare.

## Befolkningsutveckling
Antalet invånare i kommunen Viennay
| Referens: INSEE |